# Lijst van landen in 2020

Staatkundige kaart van de wereld in 2020

Hieronder volgt een lijst van landen van de wereld in 2020.

## Uitleg
In 2020 waren er 196 internationaal erkende onafhankelijke staten. Dat waren de 193 leden van de Verenigde Naties plus Palestina en Vaticaanstad, die beide een waarnemersstatus hadden bij de VN, en Kosovo. Al deze staten werden door een meerderheid van de landen van de Verenigde Naties erkend als onafhankelijk.
Landen die door een kleiner aantal leden van de Verenigde Naties werden erkend, werden dan ook niet als "algemeen erkend" beschouwd. Landen die niet algemeen erkend waren, maar de facto wel onafhankelijk, zijn opgelijst onder het kopje niet algemeen erkende landen. Micronaties worden niet in de lijst weergegeven.
Afhankelijke gebieden en gebieden die vaak als afhankelijk gebied werden beschouwd, zijn weergegeven onder het kopje niet-onafhankelijke gebieden. Territoriale aanspraken op Antarctica zijn hierin niet opgenomen.
Bij elk land staan de verkorte namen van het land vermeld in de talen die in het gehele land officieel waren. Indien er geen officiële taal was, wordt de naam vermeld in de meest gesproken taal.

## Staatkundige veranderingen
- 6 augustus: Egypte en Griekenland ondertekenen een maritiem grensverdrag, waarbij exclusieve economische zones in de Middellandse Zee worden ingesteld die overlappen met de betwiste claims van Libië en Turkije in november 2019.[3][4][5][6] Turkije verklaarde de overeenkomst ongeldig.[7]
- 10 november: Armenië en Azerbeidzjan komen een staakt-het-vuren overeen om het conflict in Nagorno-Karabach van 2020 te beëindigen; Azerbeidzjan neemt als gevolg van de oorlog en de overeenkomst in november en december de controle over van Azerbeidzjaans territorium rond de Republiek Artsach alsmede 15-20% van Artsach.[8][9]

## Algemeen erkende landen

### A
| Korte landsnaam (Nederlands) | Officiële landsnaam (Nederlands)      | Hoofdstad        | Korte landsnaam (oorspronkelijke taal/talen) |
| ---------------------------- | ------------------------------------- | ---------------- | -------------------------------------------- |
| Afghanistan                  | Islamitische Republiek Afghanistan    | Kaboel           | Dari en Pasjtoe: Afghānestān / افغانستان     |
| Albanië                      | Republiek Albanië                     | Tirana           | Albanees: Shqipëria                          |
| Algerije                     | Democratische Volksrepubliek Algerije | Algiers          | Arabisch: al-Jazāʾir / الجزائر               |
| Andorra                      | Vorstendom Andorra                    | Andorra la Vella | Catalaans: Andorra                           |
| Angola                       | Republiek Angola                      | Luanda           | Portugees: Angola                            |
| Antigua en Barbuda           | Antigua en Barbuda                    | Saint John's     | Engels: Antigua and Barbuda                  |
| Argentinië                   | Argentijnse Republiek                 | Buenos Aires     | Spaans: Argentina                            |
| Armenië                      | Republiek Armenië                     | Jerevan          | Armeens: Hayastan / Հայաստան                 |
| Australië                    | Gemenebest Australië                  | Canberra         | Engels: Australia                            |
| Azerbeidzjan                 | Republiek Azerbeidzjan                | Bakoe            | Azerbeidzjaans: Azərbaycan/ Azerbaycan       |

### B
| Korte landsnaam (Nederlands) | Officiële landsnaam (Nederlands) | Hoofdstad           | Korte landsnaam (oorspronkelijke taal/talen) |
| ---------------------------- | -------------------------------- | ------------------- | --- |
| Bahama's                     | Gemenebest van de Bahama's       | Nassau              | Engels: The Bahamas |
| Bahrein                      | Koninkrijk Bahrein               | Manama              | Arabisch: al-Baḥrayn / البحرين |
| Bangladesh                   | Volksrepubliek Bangladesh        | Dhaka               | Bengaals: Banglādeś / বাংলাদেশ |
| Barbados                     | Barbados                         | Bridgetown          | Engels: Barbados |
| België                       | Koninkrijk België                | Brussel             | Duits: Belgien Frans: Belgique Nederlands: België |
| Belize                       | Belize                           | Belmopan            | Engels: Belize |
| Benin                        | Republiek Benin                  | Porto-Novo          | Frans: Bénin |
| Bhutan                       | Koninkrijk Bhutan                | Thimphu             | Dzongkha: Druk-Yul / འབྲུག་ཡུལ་ |
| Bolivia                      | Plurinationale Staat Bolivia     | Sucre               | Aymara: Wuliwya Araona en Spaans: Bolivia Baure: Bésiro: Canichana: Cavineño: Cayubaba: Chácobo: Chíman: Ese Ejja: Guaraní: Volívia Guarasu'we: Guarayu: Itonama: Leco: Machajuyai-Kallawaya: Machineri: Maropa: Mojeño-Trinitario: Mojeño-Ignaciano: Moré: Mosetén: Movima: Pacawara: Puquina: Quechua: Buliwya Siriona: Tacana: Tapieté: Toromona: Uru-Chipaya: Weenhayek: Yawanawa: Yuki: Yuracaré: Zamuco: |
| Bosnië en Herzegovina        | Bosnië en Herzegovina            | Sarajevo            | Bosnisch en Kroatisch: Bosna i Hercegovina Servisch: Bosna i Hercegovina / Босна и Херцеговина |
| Botswana                     | Republiek Botswana               | Gaborone            | Engels en Tswana: Botswana |
| Brazilië                     | Federale Republiek Brazilië      | Brasilia            | Portugees: Brasil |
| Brunei                       | Staat Brunei Darussalam          | Bandar Seri Begawan | Maleis: Brunei |
| Bulgarije                    | Republiek Bulgarije              | Sofia               | Bulgaars: Bălgarija / България |
| Burkina Faso                 | Burkina Faso                     | Ouagadougou         | Frans: Burkina Faso |
| Burundi                      | Republiek Burundi                | Gitega              | Frans: Burundi Kirundi: Uburundi |

### C
| Korte landsnaam (Nederlands)  | Officiële landsnaam (Nederlands) | Hoofdstad   | Korte landsnaam (oorspronkelijke taal/talen)                         |
| ----------------------------- | -------------------------------- | ----------- | -------------------------------------------------------------------- |
| Cambodja                      | Koninkrijk Cambodja              | Phnom Penh  | Khmer: Kampuchéa / កម្ពុជា                                              |
| Canada                        | Canada                           | Ottawa      | Engels en Frans: Canada                                              |
| Centraal-Afrikaanse Republiek | Centraal-Afrikaanse Republiek    | Bangui      | Frans: République Centrafricaine Sango: Ködörösêse tî Bêafrîka       |
| Chili                         | Republiek Chili                  | Santiago    | Spaans: Chile                                                        |
| China                         | Volksrepubliek China             | Beijing     | Standaardmandarijn: Zhongguo / 中国                                  |
| Colombia                      | Republiek Colombia               | Bogota      | Spaans: Colombia                                                     |
| Comoren                       | Unie der Comoren                 | Moroni      | Arabisch: Juzur al-Qamar / جزر القمر Comorees: Komori Frans: Comores |
| Congo-Brazzaville             | Republiek Congo                  | Brazzaville | Frans: Congo                                                         |
| Congo-Kinshasa                | Democratische Republiek Congo    | Kinshasa    | Frans: Congo                                                         |
| Costa Rica                    | Republiek Costa Rica             | San José    | Spaans: Costa Rica                                                   |
| Cuba                          | Republiek Cuba                   | Havana      | Spaans: Cuba                                                         |
| Cyprus                        | Republiek Cyprus                 | Nicosia     | Grieks: Kypros / Κυπρος Turks: Kıbrıs                                |

### D
| Korte landsnaam (Nederlands) | Officiële landsnaam (Nederlands) | Hoofdstad     | Korte landsnaam (oorspronkelijke taal/talen) |
| ---------------------------- | -------------------------------- | ------------- | -------------------------------------------- |
| Denemarken                   | Koninkrijk Denemarken            | Kopenhagen    | Deens: Danmark                               |
| Djibouti                     | Republiek Djibouti               | Djibouti      | Arabisch: Jībūtī / جيبوتي Frans: Djibouti    |
| Dominica                     | Gemenebest Dominica              | Roseau        | Engels: Dominica                             |
| Dominicaanse Republiek       | Dominicaanse Republiek           | Santo Domingo | Spaans: República Dominicana                 |
| Duitsland                    | Bondsrepubliek Duitsland         | Berlijn       | Duits: Deutschland                           |

### E
| Korte landsnaam (Nederlands) | Officiële landsnaam (Nederlands)          | Hoofdstad    | Korte landsnaam (oorspronkelijke taal/talen)                        |
| ---------------------------- | ----------------------------------------- | ------------ | ------------------------------------------------------------------- |
| Ecuador                      | Republiek Ecuador                         | Quito        | Spaans: Ecuador                                                     |
| Egypte                       | Arabische Republiek Egypte                | Caïro        | Arabisch: Miṣr / مصر                                                |
| El Salvador                  | Republiek El Salvador                     | San Salvador | Spaans: El Salvador                                                 |
| Equatoriaal-Guinea           | Republiek Equatoriaal-Guinea              | Malabo       | Frans: Guinée Équatoriale Spaans: Guinea Ecuatorial                 |
| Eritrea                      | Staat Eritrea                             | Asmara       | Arabisch: Irītriyā / إريتريا Engels: Eritrea Tigrinya: Értra / ኤርትራ |
| Estland                      | Republiek Estland                         | Tallinn      | Estisch: Eesti                                                      |
| Ethiopië                     | Federale Democratische Republiek Ethiopië | Addis Abeba  | Amhaars: Ītyop'iya / ኢትዮጵያ                                          |

### F
| Korte landsnaam (Nederlands) | Officiële landsnaam (Nederlands) | Hoofdstad | Korte landsnaam (oorspronkelijke taal/talen)              |
| ---------------------------- | -------------------------------- | --------- | --------------------------------------------------------- |
| Fiji                         | Republiek Fiji                   | Suva      | Engels: Fiji Fijisch: Viti Fijisch-Hindoestani: Fiji / फ़िजी |
| Filipijnen                   | Republiek der Filipijnen         | Manilla   | Engels: Philippines Filipijns: Pilipinas                  |
| Finland                      | Republiek Finland                | Helsinki  | Fins: Suomi Zweeds: Finland                               |
| Frankrijk                    | Franse Republiek                 | Parijs    | Frans: France                                             |

### G
| Korte landsnaam (Nederlands) | Officiële landsnaam (Nederlands) | Hoofdstad      | Korte landsnaam (oorspronkelijke taal/talen) |
| ---------------------------- | -------------------------------- | -------------- | -------------------------------------------- |
| Gabon                        | Republiek Gabon                  | Libreville     | Frans: Gabon                                 |
| Gambia                       | Republiek Gambia                 | Banjul         | Engels: The Gambia                           |
| Georgië                      | Georgië                          | Tbilisi        | Georgisch: Sak'art'velo / საქართველო         |
| Ghana                        | Republiek Ghana                  | Accra          | Engels: Ghana                                |
| Grenada                      | Grenada                          | Saint George's | Engels: Grenada                              |
| Griekenland                  | Helleense Republiek              | Athene         | Grieks: Elláda / Ελλάδα                      |
| Guatemala                    | Republiek Guatemala              | Guatemala-Stad | Spaans: Guatemala                            |
| Guinee                       | Republiek Guinee                 | Conakry        | Frans: Guinée                                |
| Guinee-Bissau                | Republiek Guinee-Bissau          | Bissau         | Portugees: Guiné-Bissau                      |
| Guyana                       | Coöperatieve Republiek Guyana    | Georgetown     | Engels: Guyana                               |

### H
| Korte landsnaam (Nederlands) | Officiële landsnaam (Nederlands) | Hoofdstad      | Korte landsnaam (oorspronkelijke taal/talen) |
| ---------------------------- | -------------------------------- | -------------- | -------------------------------------------- |
| Haïti                        | Republiek Haïti                  | Port-au-Prince | Frans: Haïti Haïtiaans-Creools: Ayiti        |
| Honduras                     | Republiek Honduras               | Tegucigalpa    | Spaans: Honduras                             |
| Hongarije                    | Hongarije                        | Boedapest      | Hongaars: Magyarország                       |

### I
| Korte landsnaam (Nederlands) | Officiële landsnaam (Nederlands) | Hoofdstad    | Korte landsnaam (oorspronkelijke taal/talen)            |
| ---------------------------- | -------------------------------- | ------------ | ------------------------------------------------------- |
| Ierland                      | Ierland                          | Dublin       | Engels: Ireland Iers: Éire                              |
| IJsland                      | IJsland                          | Reykjavik    | IJslands: Ísland                                        |
| India                        | Republiek India                  | New Delhi    | Engels: India Hindi: Bhārat / भारत                       |
| Indonesië                    | Republiek Indonesië              | Jakarta      | Indonesisch: Indonesia                                  |
| Irak                         | Republiek Irak                   | Bagdad       | Arabisch: al-ʿIrāq / العراق Koerdisch: Îraq / عێراق     |
| Iran                         | Islamitische Republiek Iran      | Teheran      | Perzisch: Īrān / ایران                                  |
| Israël                       | Staat Israël                     | Jeruzalem    | Arabisch: Isrāʾīl / اسرائيل Hebreeuws: Yisra'el / ישראל |
| Italië                       | Italiaanse Republiek             | Rome         | Italiaans: Italia                                       |
| Ivoorkust                    | Republiek Ivoorkust              | Yamoussoukro | Frans: Côte d'Ivoire                                    |

### J
| Korte landsnaam (Nederlands) | Officiële landsnaam (Nederlands) | Hoofdstad | Korte landsnaam (oorspronkelijke taal/talen) |
| ---------------------------- | -------------------------------- | --------- | -------------------------------------------- |
| Jamaica                      | Jamaica                          | Kingston  | Engels: Jamaica                              |
| Japan                        | Japan                            | Tokio     | Japans: Nihon / 日本                         |
| Jemen                        | Republiek Jemen                  | Sanaa     | Arabisch: al-Yaman / اليمن                   |
| Jordanië                     | Hasjemitisch Koninkrijk Jordanië | Amman     | Arabisch: al-ʾUrdun / الأردن                 |

### K
| Korte landsnaam (Nederlands) | Officiële landsnaam (Nederlands) | Hoofdstad   | Korte landsnaam (oorspronkelijke taal/talen)                    |
| ---------------------------- | -------------------------------- | ----------- | --------------------------------------------------------------- |
| Kaapverdië                   | Republiek Kaapverdië             | Praia       | Portugees: Cabo Verde                                           |
| Kameroen                     | Republiek Kameroen               | Yaoundé     | Engels: Cameroon Frans: Cameroun                                |
| Kazachstan                   | Republiek Kazachstan             | Nur-Sultan  | Kazachs: Qazaqstan / Қазақстан Russisch: Kazachstan / Казахстан |
| Kenia                        | Republiek Kenia                  | Nairobi     | Engels en Swahili: Kenya                                        |
| Kirgizië                     | Kirgizische Republiek            | Bisjkek     | Kirgizisch: Kyrgyzstan / Кыргызстан                             |
| Kiribati                     | Republiek Kiribati               | Zuid-Tarawa | Engels en Kiribatisch: Kiribati                                 |
| Koeweit                      | Staat Koeweit                    | Koeweit     | Arabisch: al-Kuwayt / الكويت                                    |
| Kosovo                       | Republiek Kosovo                 | Pristina    | Albanees: Kosova Servisch: Kosovo / Косово                      |
| Kroatië                      | Republiek Kroatië                | Zagreb      | Kroatisch: Hrvatska                                             |

### L
| Korte landsnaam (Nederlands) | Officiële landsnaam (Nederlands)  | Hoofdstad | Korte landsnaam (oorspronkelijke taal/talen)              |
| ---------------------------- | --------------------------------- | --------- | --------------------------------------------------------- |
| Laos                         | Democratische Volksrepubliek Laos | Vientiane | Laotiaans: Lao / ນລາວ                                     |
| Lesotho                      | Koninkrijk Lesotho                | Maseru    | Engels en Zuid-Sotho: Lesotho                             |
| Letland                      | Republiek Letland                 | Riga      | Lets: Latvija                                             |
| Libanon                      | Republiek Libanon                 | Beiroet   | Arabisch: Lubnān / لبنان                                  |
| Liberia                      | Republiek Liberia                 | Monrovia  | Engels: Liberia                                           |
| Libië                        | Staat Libië                       | Tripoli   | Arabisch: Lībiyyā / ليبيا                                 |
| Liechtenstein                | Vorstendom Liechtenstein          | Vaduz     | Duits: Liechtenstein                                      |
| Litouwen                     | Republiek Litouwen                | Vilnius   | Litouws: Lietuva                                          |
| Luxemburg                    | Groothertogdom Luxemburg          | Luxemburg | Duits: Luxemburg Frans: Luxembourg Luxemburgs: Lëtzebuerg |

### M
| Korte landsnaam (Nederlands) | Officiële landsnaam (Nederlands)  | Hoofdstad    | Korte landsnaam (oorspronkelijke taal/talen)                  |
| ---------------------------- | --------------------------------- | ------------ | ------------------------------------------------------------- |
| Madagaskar                   | Republiek Madagaskar              | Antananarivo | Frans: Madagascar Plateaumalagasi: Madagasikara               |
| Malawi                       | Republiek Malawi                  | Lilongwe     | Engels: Malawi Nyanja: Malaŵi                                 |
| Malediven                    | Republiek der Maldiven            | Malé         | Divehi: Dhivehi Rajjge / ގުޖޭއްރާ ޔާއްރިހޫމްޖު                          |
| Maleisië                     | Maleisië                          | Kuala Lumpur | Maleis: Malaysia                                              |
| Mali                         | Republiek Mali                    | Bamako       | Frans: Mali                                                   |
| Malta                        | Republiek Malta                   | Valletta     | Engels en Maltees: Malta                                      |
| Marokko                      | Koninkrijk Marokko                | Rabat        | Arabisch: al-Maghrib / المغرب Berbertalen: Elmeɣrib / ⵍⵎⴻⵖⵔⵉⴱ |
| Marshalleilanden             | Republiek der Marshalleilanden    | Majuro       | Engels: Marshall Islands Marshallees: Aorōkin M̧ajeļ           |
| Mauritanië                   | Islamitische Republiek Mauritanië | Nouakchott   | Arabisch: Mūrītāniyyā / موريتانيا                             |
| Mauritius                    | Republiek Mauritius               | Port Louis   | Engels: Mauritius                                             |
| Mexico                       | Verenigde Mexicaanse Staten       | Mexico-Stad  | Spaans: México                                                |
| Micronesië                   | Federale Staten van Micronesia    | Palikir      | Engels: Micronesia                                            |
| Moldavië                     | Republiek Moldavië                | Chisinau     | Roemeens: Moldova                                             |
| Monaco                       | Vorstendom Monaco                 | Monaco       | Frans: Monaco                                                 |
| Mongolië                     | Mongolië                          | Ulaanbaatar  | Mongools: Mongol Uls / Монгол Улс /                           |
| Montenegro                   | Montenegro                        | Podgorica    | Montenegrijns: Crna Gora / Црна Гора                          |
| Mozambique                   | Republiek Mozambique              | Maputo       | Portugees: Moçambique                                         |
| Myanmar                      | Republiek Unie van Myanmar        | Naypyidaw    | Birmees: Myanma /                                             |

### N
| Korte landsnaam (Nederlands) | Officiële landsnaam (Nederlands)       | Hoofdstad        | Korte landsnaam (oorspronkelijke taal/talen)         |
| ---------------------------- | -------------------------------------- | ---------------- | ---------------------------------------------------- |
| Namibië                      | Republiek Namibië                      | Windhoek         | Engels: Namibia                                      |
| Nauru                        | Republiek Nauru                        | Yaren (de facto) | Engels: Nauru Nauruaans: Naoero                      |
| Nederland                    | Koninkrijk der Nederlanden             | Amsterdam        | Nederlands: Nederland                                |
| Nepal                        | Federale Democratische Republiek Nepal | Kathmandu        | Nepalees: Nepāl / नेपाल                                |
| Nicaragua                    | Republiek Nicaragua                    | Managua          | Spaans: Nicaragua                                    |
| Nieuw-Zeeland                | Nieuw-Zeeland                          | Wellington       | Engels: New Zealand Maori: Aotearoa                  |
| Niger                        | Republiek Niger                        | Niamey           | Frans: Niger                                         |
| Nigeria                      | Federale Republiek Nigeria             | Abuja            | Engels: Nigeria                                      |
| Noord-Korea                  | Democratische Volksrepubliek Korea     | Pyongyang        | Koreaans: Chosŏn / 조선                              |
| Noord-Macedonië              | Republiek Noord-Macedonië              | Skopje           | Macedonisch: Severna Makedonija / Северна Македонија |
| Noorwegen                    | Koninkrijk Noorwegen                   | Oslo             | Bokmål: Norge Nynorsk: Noreg                         |

### O
| Korte landsnaam (Nederlands) | Officiële landsnaam (Nederlands)   | Hoofdstad | Korte landsnaam (oorspronkelijke taal/talen) |
| ---------------------------- | ---------------------------------- | --------- | -------------------------------------------- |
| Oeganda                      | Republiek Oeganda                  | Kampala   | Engels en Swahili: Uganda                    |
| Oekraïne                     | Oekraïne                           | Kiev      | Oekraïens: Ukrajina / Україна                |
| Oezbekistan                  | Republiek Oezbekistan              | Tasjkent  | Oezbeeks: O'zbekiston                        |
| Oman                         | Sultanaat Oman                     | Masqat    | Arabisch: ʿUmān / عُمان                       |
| Oostenrijk                   | Republiek Oostenrijk               | Wenen     | Duits: Österreich                            |
| Oost-Timor                   | Democratische Republiek Oost-Timor | Dili      | Portugees: Timor-Leste Tetun: Timór-Leste    |

### P
| Korte landsnaam (Nederlands) | Officiële landsnaam (Nederlands)         | Hoofdstad                                     | Korte landsnaam (oorspronkelijke taal/talen)                               |
| ---------------------------- | ---------------------------------------- | --------------------------------------------- | -------------------------------------------------------------------------- |
| Pakistan                     | Islamitische Republiek Pakistan          | Islamabad                                     | Engels: Pakistan Urdu: Pākistān / پاکستان                                  |
| Palau                        | Republiek Palau                          | Ngerulmud                                     | Engels: Palau Palauaans: Belau                                             |
| Palestina                    | Staat Palestina                          | Oost-Jeruzalem (geclaimd) Ramallah (de facto) | Arabisch: Filasṭīn / فلسطين                                                |
| Panama                       | Republiek Panama                         | Panama-Stad                                   | Spaans: Panamá                                                             |
| Papoea-Nieuw-Guinea          | Onafhankelijke Staat Papoea-Nieuw-Guinea | Port Moresby                                  | Engels: Papua New Guinea Hiri Motu: Papu Niu Gini Tok Pisin: Papua Niugini |
| Paraguay                     | Republiek Paraguay                       | Asuncion                                      | Guaraní: Paraguái Spaans: Paraguay                                         |
| Peru                         | Republiek Peru                           | Lima                                          | Spaans: Perú                                                               |
| Polen                        | Republiek Polen                          | Warschau                                      | Pools: Polska                                                              |
| Portugal                     | Portugese Republiek                      | Lissabon                                      | Portugees: Portugal                                                        |

### Q
| Korte landsnaam (Nederlands) | Officiële landsnaam (Nederlands) | Hoofdstad | Korte landsnaam (oorspronkelijke taal/talen) |
| ---------------------------- | -------------------------------- | --------- | -------------------------------------------- |
| Qatar                        | Staat Qatar                      | Doha      | Arabisch: Qaṭar / قطر                        |

### R
| Korte landsnaam (Nederlands) | Officiële landsnaam (Nederlands) | Hoofdstad | Korte landsnaam (oorspronkelijke taal/talen) |
| ---------------------------- | -------------------------------- | --------- | -------------------------------------------- |
| Roemenië                     | Roemenië                         | Boekarest | Roemeens: România                            |
| Rusland                      | Russische Federatie              | Moskou    | Russisch: Rossija / Россия                   |
| Rwanda                       | Republiek Rwanda                 | Kigali    | Engels, Frans en Kinyarwanda: Rwanda         |

### S
| Korte landsnaam (Nederlands)   | Officiële landsnaam (Nederlands)                 | Hoofdstad                 | Korte landsnaam (oorspronkelijke taal/talen)                                               |
| ------------------------------ | ------------------------------------------------ | ------------------------- | ------------------------------------------------------------------------------------------ |
| Saint Kitts en Nevis           | Federatie van Saint Kitts en Nevis               | Basseterre                | Engels: Saint Kitts and Nevis                                                              |
| Saint Lucia                    | Saint Lucia                                      | Castries                  | Engels: Saint Lucia                                                                        |
| Saint Vincent en de Grenadines | Saint Vincent en de Grenadines                   | Kingstown                 | Engels: Saint Vincent and the Grenadines                                                   |
| Salomonseilanden               | Salomonseilanden                                 | Honiara                   | Engels: Solomon Islands                                                                    |
| Samoa                          | Onafhankelijke Staat Samoa                       | Apia                      | Engels: Samoa Samoaans: Sāmoa                                                              |
| San Marino                     | Republiek San Marino                             | San Marino                | Italiaans: San Marino                                                                      |
| Sao Tomé en Principe           | Democratische Republiek Sao Tomé en Principe     | Sao Tomé                  | Portugees: São Tomé e Príncipe                                                             |
| Saoedi-Arabië                  | Koninkrijk Saoedi-Arabië                         | Riyad                     | Arabisch: al-ʿArabiya as-Saʿūdiyya / العربيّة السعودية                                      |
| Senegal                        | Republiek Senegal                                | Dakar                     | Frans: Sénégal                                                                             |
| Servië                         | Republiek Servië                                 | Belgrado                  | Servisch: Srbija / Србија                                                                  |
| Seychellen                     | Republiek der Seychellen                         | Victoria                  | Engels en Frans: Seychelles Seychellencreools: Sesel                                       |
| Sierra Leone                   | Republiek Sierra Leone                           | Freetown                  | Engels: Sierra Leone                                                                       |
| Singapore                      | Republiek Singapore                              | Singapore                 | Engels: Singapore Maleis: Singapura Mandarijn: Xinjiapo / 新加坡 Tamil: Čiṅkappūr / சிங்கப்பூர் |
| Slovenië                       | Republiek Slovenië                               | Ljubljana                 | Sloveens: Slovenija                                                                        |
| Slowakije                      | Slowaakse Republiek                              | Bratislava                | Slowaaks: Slovensko                                                                        |
| Soedan                         | Republiek Soedan                                 | Khartoem                  | Arabisch: as-Sūdān / السودان                                                               |
| Somalië                        | Federale Republiek Somalië                       | Mogadishu                 | Arabisch: Aṣ-Ṣūmāl / الصومال Somalisch: Soomaaliya                                         |
| Spanje                         | Koninkrijk Spanje                                | Madrid                    | Spaans: España                                                                             |
| Sri Lanka                      | Democratische Socialistische Republiek Sri Lanka | Sri Jayewardenapura Kotte | Singalees: Srī Lankā / ශ්‍රී ලංකා Tamil: Llankai / இலங்கை                                          |
| Suriname                       | Republiek Suriname                               | Paramaribo                | Nederlands: Suriname                                                                       |
| Swaziland                      | Koninkrijk Eswatini                              | Mbabane Lobamba           | Engels: Swaziland Swazi: eSwatini                                                          |
| Syrië                          | Arabische Republiek Syrië                        | Damascus                  | Arabisch: Sūrīyā / سوريا                                                                   |

### T
| Korte landsnaam (Nederlands) | Officiële landsnaam (Nederlands) | Hoofdstad     | Korte landsnaam (oorspronkelijke taal/talen) |
| ---------------------------- | -------------------------------- | ------------- | -------------------------------------------- |
| Tadzjikistan                 | Republiek Tadzjikistan           | Doesjanbe     | Tadzjieks: Tojikistan / Тоҷикистон           |
| Tanzania                     | Verenigde Republiek Tanzania     | Dodoma        | Engels en Swahili: Tanzania                  |
| Thailand                     | Koninkrijk Thailand              | Bangkok       | Thai: Prathet Thai / ประเทศไทย               |
| Togo                         | Republiek Togo                   | Lomé          | Frans: Togo                                  |
| Tonga                        | Koninkrijk Tonga                 | Nuku'alofa    | Engels en Tongaans: Tonga                    |
| Trinidad en Tobago           | Republiek Trinidad en Tobago     | Port of Spain | Engels: Trinidad and Tobago                  |
| Tsjaad                       | Republiek Tsjaad                 | Ndjamena      | Arabisch: Tšād / تشاد Frans: Tchad           |
| Tsjechië                     | Tsjechische Republiek            | Praag         | Tsjechisch: Česko                            |
| Tunesië                      | Republiek Tunesië                | Tunis         | Arabisch: Tūnis / تونس                       |
| Turkije                      | Republiek Turkije                | Ankara        | Turks: Türkiye                               |
| Turkmenistan                 | Turkmenistan                     | Asjchabad     | Turkmeens: Türkmenistan                      |
| Tuvalu                       | Tuvalu                           | Funafuti      | Engels en Tuvaluaans: Tuvalu                 |

### U
| Korte landsnaam (Nederlands) | Officiële landsnaam (Nederlands)    | Hoofdstad  | Korte landsnaam (oorspronkelijke taal/talen) |
| ---------------------------- | ----------------------------------- | ---------- | -------------------------------------------- |
| Uruguay                      | Republiek ten oosten van de Uruguay | Montevideo | Spaans: Uruguay                              |

### V
| Korte landsnaam (Nederlands) | Officiële landsnaam (Nederlands)                          | Hoofdstad       | Korte landsnaam (oorspronkelijke taal/talen)                              |
| ---------------------------- | --------------------------------------------------------- | --------------- | ------------------------------------------------------------------------- |
| Vanuatu                      | Republiek Vanuatu                                         | Port Vila       | Bislama, Engels en Frans: Vanuatu                                         |
| Vaticaanstad                 | Staat Vaticaanstad                                        | Vaticaanstad    | Italiaans: Città del Vaticano                                             |
| Venezuela                    | Bolivariaanse Republiek Venezuela                         | Caracas         | Spaans: Venezuela                                                         |
| Verenigd Koninkrijk          | Verenigd Koninkrijk van Groot-Brittannië en Noord-Ierland | Londen          | Engels: United Kingdom                                                    |
| Verenigde Arabische Emiraten | Verenigde Arabische Emiraten (VAE)                        | Abu Dhabi       | Arabisch: Al-ʾImārāt al-ʿArabiyya al-Muttaḥida / الإمارات العربيّة المتّحدة |
| Verenigde Staten             | Verenigde Staten van Amerika                              | Washington D.C. | Engels: United States                                                     |
| Vietnam                      | Socialistische Republiek Vietnam                          | Hanoi           | Vietnamees: Việt Nam                                                      |

### W
| Korte landsnaam (Nederlands) | Officiële landsnaam (Nederlands) | Hoofdstad | Korte landsnaam (oorspronkelijke taal/talen) |
| ---------------------------- | -------------------------------- | --------- | -------------------------------------------- |
| Wit-Rusland                  | Republiek Belarus                | Minsk     | Russisch en Wit-Russisch: Belarus / Беларусь |

### Z
| Korte landsnaam (Nederlands) | Officiële landsnaam (Nederlands) | Hoofdstad                            | Korte landsnaam (oorspronkelijke taal/talen) |
| ---------------------------- | -------------------------------- | ------------------------------------ | --- |
| Zambia                       | Republiek Zambia                 | Lusaka                               | Engels: Zambia |
| Zimbabwe                     | Republiek Zimbabwe               | Harare                               | Chibarwe: Engels, Kalanga, Nyanja, Shangani, Tonga, Shona, Tswana, Venda en Zuid-Sotho: Zimbabwe Khoisan: Nambya, Noord-Ndebele en Xhosa: iZimbabwe Ndau:                                                                                              |
| Zuid-Afrika                  | Republiek Zuid-Afrika            | Pretoria Kaapstad Bloemfontein       | Afrikaans: Suid-Afrika Engels: South Africa Noord-Sotho: Afrika-Borwa Swazi en Zulu: Ningizimu Afrika Tsonga: Afrika Dzonga Tswana: Aforika Borwa Venda: Afurika Tshipembe Xhosa: uMzantsi Afrika Zuid-Ndebele: Sewula Afrika Zuid-Sotho: Afrika Borwa |
| Zuid-Korea                   | Republiek Korea                  | Seoul                                | Koreaans: Han Kuk / 한국 |
| Zuid-Soedan                  | Republiek Zuid-Soedan            | Djoeba                               | Engels: South Sudan |
| Zweden                       | Koninkrijk Zweden                | Stockholm                            | Zweeds: Sverige |
| Zwitserland                  | Zwitserse Bondsstaat             | Officieel geen, de bondsstad is Bern | Duits: Schweiz Frans: Suisse Italiaans: Svizzera Reto-Romaans: Svizra |

## Niet algemeen erkende landen
In onderstaande lijst zijn landen opgenomen die een ruime internationale erkenning misten, maar wel de facto onafhankelijk waren en de onafhankelijkheid hadden uitgeroepen. In de kolom Erkenning staat het aantal internationaal erkende onafhankelijke staten dat betreffend gebied erkende als zijnde onafhankelijk.
| Korte landsnaam (Nederlands) | Officiële landsnaam (Nederlands)                | Hoofdstad                               | Korte landsnaam (oorspronkelijke taal/talen) | Erkenning                                 |
| ---------------------------- | ----------------------------------------------- | --------------------------------------- | --- | ----------------------------------------- |
| Abchazië                     | Republiek Abchazië                              | Soechoemi                               | Abchazisch: Apsny / Аҧсны Russisch: Abchazija / Абхазия | 5                                         |
| ADRS                         | Arabische Democratische Republiek Sahara (ADRS) | al-Ajoen (geclaimd) Tifariti (de facto) | Arabisch: Al-Jumhūrīya al-ʿArabīya aṣ-Ṣaḥrāwīya ad-Dīmuqrāṭīya / الجمهورية العربية الصحراوية الديمقراطية Spaans: República Árabe Saharaui Democrática (RASD) | 41 (tot 20 januari) 40 (vanaf 20 januari) |
| Nagorno-Karabach             | Republiek Artsach                               | Stepanakert                             | Armeens: Artsakh / Արցախ | 0                                         |
| Donetsk                      | Volksrepubliek Donetsk                          | Donetsk                                 | Russisch: Donetsk / Донецк | 0                                         |
| Loegansk                     | Volksrepubliek Loegansk                         | Loegansk                                | Russisch: Loegansk / Луганск | 0                                         |
| Noord-Cyprus                 | Turkse Republiek Noord-Cyprus                   | Lefkoşa                                 | Turks: Kuzey Kıbrıs | 1                                         |
| Somaliland                   | Republiek Somaliland                            | Hargeisa                                | Arabisch: ʾArḍ aṣ-Ṣūmāl / أرض الصومال Engels: Somaliland Somalisch: Soomaaliland                                                                             | 0                                         |
| Taiwan                       | Republiek China                                 | Taipei                                  | Standaardmandarijn: Taiwan / 台湾 (officieel: Chunghua Minkuo / 中華民國)                                                                                    | 15                                        |
| Transnistrië                 | Pridnestrovische Moldavische Republiek          | Tiraspol                                | Moldavisch: Transnistria / Транснистря Oekraïens: Pridnistrovja / Придністров'я Russisch: Pridnestrovje / Приднестровье                                      | 0                                         |
| Zuid-Ossetië                 | Republiek Zuid-Ossetië - Staat Alanië           | Tschinvali                              | Georgisch: Samchret Osseti / სამხრეთ ოსეთი Ossetisch: Xussar Iryston / Хуссар Ирыстон Russisch: Južnaja Osetia / Южная Осетия                                | 5                                         |

## Niet-onafhankelijke gebieden
Dit is een lijst van afhankelijke gebieden. Afhankelijke gebieden zijn gebieden die geen integraal onderdeel zijn van een land, maar zelf ook niet onafhankelijk zijn. Alleen de Verenigde Staten, het Verenigd Koninkrijk, Noorwegen en Nieuw-Zeeland hadden gebieden gecreëerd die aan deze definitie voldoen. Daarnaast waren er echter nog een aantal gebieden die officieel geen afhankelijke gebieden waren, maar vanwege hun bijzondere status toch vaak als zodanig beschouwd werden. Ook deze gebieden zijn in de lijst opgenomen. Een aantal landen (Argentinië, Australië, Chili, Frankrijk, Nieuw-Zeeland, Noorwegen en het Verenigd Koninkrijk) hadden een deel van Antarctica geclaimd. Op basis van het Antarctisch Verdrag werden deze claims internationaal echter niet erkend en daarom zijn deze claims niet in de lijst opgenomen.

### Amerikaanse niet-onafhankelijke gebieden
De Amerikaanse Maagdeneilanden, Guam, de Noordelijke Marianen en Puerto Rico waren organized unincorporated territories, wat wil zeggen dat het afhankelijke gebieden waren van de Verenigde Staten met een bepaalde vorm van zelfbestuur. Daarnaast waren er nog een aantal unorganized unincorporated territories: Baker, Howland, Jarvis, Johnston, Kingman, Midway, Navassa en Wake. Deze grotendeels onbewoonde eilandgebieden waren ook afhankelijke gebieden van de VS, maar kenden geen vorm van zelfbestuur. Voor statistische doeleinden werden ze door ISO 3166-1 gegroepeerd onder de naam Kleine afgelegen eilanden van de Verenigde Staten. Ook Palmyra, dat een unorganized incorporated territory was en dus wel een integraal onderdeel was van de Verenigde Staten, werd hiertoe gerekend. De CIA groepeerde de onbewoonde eilanden (met uitzondering van Navassa en Wake) in het World Factbook onder de naam United States Pacific Island Wildlife Refuges. Bajo Nuevo en Serranilla werden door de Verenigde Staten ook geclaimd als unorganized unincorporated territories, maar werden bestuurd door Colombia. Amerikaans-Samoa was officieel ook een unorganized unincorporated territory, maar bezat wel een bepaalde vorm van zelfbestuur.
| Korte landsnaam (Nederlands) | Status                                          | Hoofdstad        | Korte landsnaam (oorspronkelijke taal/talen)                                                |
| ---------------------------- | ----------------------------------------------- | ---------------- | ------------------------------------------------------------------------------------------- |
| Amerikaanse Maagdeneilanden  | Organized unincorporated territory              | Charlotte Amalie | Engels: United States Virgin Islands                                                        |
| Amerikaans-Samoa             | Unorganized unincorporated territory            | Pago Pago        | Engels: American Samoa Samoaans: Amerika Sāmoa                                              |
| Baker                        | Unorganized unincorporated territory            | (Onbewoond)      | Engels: Baker Island                                                                        |
| Guam                         | Organized unincorporated territory              | Hagåtña          | Engels: Guam Chamorro: Guåhan                                                               |
| Howland                      | Unorganized unincorporated territory            | (Onbewoond)      | Engels: Howland Island                                                                      |
| Jarvis                       | Unorganized unincorporated territory            | (Onbewoond)      | Engels: Jarvis Island                                                                       |
| Johnston                     | Unorganized unincorporated territory            | (Onbewoond)      | Engels: Johnston Atoll                                                                      |
| Kingman                      | Unorganized unincorporated territory            | (Onbewoond)      | Engels: Kingman Reef                                                                        |
| Midway                       | Unorganized unincorporated territory            |                  | Engels: Midway Islands                                                                      |
| Navassa                      | Unorganized unincorporated territory            | (Onbewoond)      | Engels: Navassa Island                                                                      |
| Noordelijke Marianen         | Organized unincorporated territory (Gemenebest) | Saipan           | Caroliniaans: Efáng llól Marianas Chamorro: Notte Mariånas Engels: Northern Mariana Islands |
| Palmyra                      | Unorganized incorporated territory              | (Onbewoond)      | Engels: Palmyra Atoll                                                                       |
| Puerto Rico                  | Organized unincorporated territory (Gemenebest) | San Juan         | Engels en Spaans: Puerto Rico                                                               |
| Wake                         | Unorganized unincorporated territory            | (Onbewoond)      | Engels: Wake Island                                                                         |

### Australische niet-onafhankelijke gebieden
Australië had zeven externe territoria. Deze territoria werden door de Australische overheid gezien als een integraal onderdeel van Australië, maar werden vaak toch beschouwd als afhankelijke gebieden van Australië. Het Australisch Antarctisch Territorium werd als claim internationaal niet erkend en is derhalve niet in deze lijst opgenomen.
| Korte landsnaam (Nederlands) | Status             | Hoofdstad        | Korte landsnaam (oorspronkelijke taal/talen) |
| ---------------------------- | ------------------ | ---------------- | -------------------------------------------- |
| Ashmore- en Cartiereilanden  | Extern territorium | (Onbewoond)      | Engels: Ashmore and Cartier Islands          |
| Christmaseiland              | Extern territorium | Flying Fish Cove | Engels: Christmas Island                     |
| Cocoseilanden                | Extern territorium | West Island      | Engels: Cocos (Keeling) Islands              |
| Heard en McDonaldeilanden    | Extern territorium | (Onbewoond)      | Engels: Heard Island and McDonald Islands    |
| Koraalzee-eilanden           | Extern territorium | (Onbewoond)      | Engels: Coral Sea Islands                    |
| Norfolk                      | Extern territorium | Kingston         | Engels: Norfolk Island Norfuk: Norfuk Ailen  |

### Britse niet-onafhankelijke gebieden
De veertien Britse overzeese gebieden waren geen integraal onderdeel van het Verenigd Koninkrijk, maar waren hier wel van afhankelijk en vielen onder de Britse soevereiniteit. De claim van het Brits Antarctisch Territorium werd internationaal niet erkend en is dus niet in de lijst opgenomen. Jersey, Guernsey en Man vielen als Britse Kroonbezittingen niet onder de soevereiniteit van het Verenigd Koninkrijk, maar onder de soevereiniteit van de Britse Kroon en hadden daardoor een andere relatie tot het Verenigd Koninkrijk.
| Korte landsnaam (Nederlands)                   | Status           | Hoofdstad                            | Korte landsnaam (oorspronkelijke taal/talen)                                                                  |
| ---------------------------------------------- | ---------------- | ------------------------------------ | --- |
| Akrotiri en Dhekelia                           | Overzees gebied  | Episkopi Cantonment                  | Engels: Akrotiri and Dhekelia Grieks: Akrotiri kai Dhekelia / Ακρωτήρι και Δεκέλεια Turks: Ağrotur ve Dikelya |
| Anguilla                                       | Overzees gebied  | The Valley                           | Engels: Anguilla                                                                                              |
| Bermuda                                        | Overzees gebied  | Hamilton                             | Engels: Bermuda                                                                                               |
| Brits Indische Oceaanterritorium               | Overzees gebied  | (Onbewoond)                          | Engels: British Indian Ocean Territory                                                                        |
| Britse Maagdeneilanden                         | Overzees gebied  | Road Town                            | Engels: British Virgin Islands                                                                                |
| Falklandeilanden                               | Overzees gebied  | Stanley                              | Engels: Falkland Islands                                                                                      |
| Gibraltar                                      | Overzees gebied  | Gibraltar                            | Engels en Spaans: Gibraltar                                                                                   |
| Guernsey                                       | Brits Kroonbezit | Saint Peter Port                     | Engels: Guernsey Frans: Guernesey                                                                             |
| Jersey                                         | Brits Kroonbezit | Saint Helier                         | Engels en Frans: Jersey                                                                                       |
| Kaaimaneilanden                                | Overzees gebied  | George Town                          | Engels: Cayman Islands                                                                                        |
| Man                                            | Brits Kroonbezit | Douglas                              | Engels: Isle of Man Manx-Gaelisch: Ellan Vannin                                                               |
| Montserrat                                     | Overzees gebied  | Plymouth (de jure) Brades (de facto) | Engels: Montserrat                                                                                            |
| Pitcairneilanden                               | Overzees gebied  | Adamstown                            | Engels: Pitcairn Islands Pitcairnees: Pitkern Ailen                                                           |
| Sint-Helena, Ascension en Tristan da Cunha     | Overzees gebied  | Jamestown                            | Engels: Saint Helena, Ascension and Tristan da Cunha                                                          |
| Turks- en Caicoseilanden                       | Overzees gebied  | Cockburn Town                        | Engels: Turks and Caicos Islands                                                                              |
| Zuid-Georgia en de Zuidelijke Sandwicheilanden | Overzees gebied  | King Edward Point                    | Engels: South Georgia and the South Sandwich Islands                                                          |

### Chinese niet-onafhankelijke gebieden
Hongkong en Macau maakten eigenlijk integraal deel uit van China, maar hadden een speciale bestuurlijke status, waardoor ze vaak als afhankelijke gebieden werden beschouwd.
| Korte landsnaam (Nederlands) | Status                      | Hoofdstad | Korte landsnaam (oorspronkelijke taal/talen)                                    |
| ---------------------------- | --------------------------- | --------- | ------------------------------------------------------------------------------- |
| Hongkong                     | Speciale Bestuurlijke Regio | Hongkong  | Chinees: Xiānggǎng / (Standaardkantonees): Heung Kôong / 香港 Engels: Hong Kong |
| Macau                        | Speciale Bestuurlijke Regio | Macau     | Chinees: Àomén / (Standaardkantonees): Òow Mǒe / 澳门 Portugees: Macau          |

### Deense niet-onafhankelijke gebieden
Faeröer en Groenland waren autonome provincies van het Koninkrijk Denemarken en maakten eigenlijk integraal deel uit van dat land. Vaak werden ze beschouwd als afhankelijke gebieden met een grote vorm van autonomie.
| Korte landsnaam (Nederlands) | Status             | Hoofdstad | Korte landsnaam (oorspronkelijke taal/talen) |
| ---------------------------- | ------------------ | --------- | -------------------------------------------- |
| Faeröer                      | Autonome provincie | Tórshavn  | Deens: Færøerne Faeröers: Føroyar            |
| Groenland                    | Autonome provincie | Nuuk      | Deens: Grønland Groenlands: Kalaallit Nunaat |

### Finse niet-onafhankelijke gebieden
Åland maakte eigenlijk integraal deel uit van Finland, maar had sinds de Vrede van Parijs (1856) een internationaal erkende speciale status met grote autonomie.
| Korte landsnaam (Nederlands) | Status          | Hoofdstad | Korte landsnaam (oorspronkelijke taal/talen) |
| ---------------------------- | --------------- | --------- | -------------------------------------------- |
| Åland                        | Autonoom gebied | Mariehamn | Fins: Ahvenanmaa Zweeds: Åland               |

### Franse niet-onafhankelijke gebieden
Alle Franse overzeese gebieden maakten integraal deel uit van Frankrijk en het land kende dus officieel geen afhankelijke gebieden. De Franse overzeese gebieden werden echter wel vaak als zodanig beschouwd, al werden soms alleen de overzeese gebieden die geen overzees departement zijn, beschouwd als afhankelijke gebieden. Voor de volledigheid zijn hier alle Franse overzeese gebieden opgenomen. Merk op dat van de Franse Zuidelijke en Antarctische Gebieden de claim op Antarctica internationaal niet erkend werd.
| Korte landsnaam (Nederlands) | Status                                           | Hoofdstad      | Korte landsnaam (oorspronkelijke taal/talen)            |
| ---------------------------- | ------------------------------------------------ | -------------- | ------------------------------------------------------- |
| Clipperton                   | Overzeese bezitting                              | (Onbewoond)    | Frans: Île Clipperton                                   |
| Franse Zuidelijke Gebieden   | Overzees territorium                             | (Onbewoond)    | Frans: Terres australes et antarctiques françaises      |
| Frans-Guyana                 | Overzeese regio en overzees departement          | Cayenne        | Frans: Guyane                                           |
| Frans-Polynesië              | Overzeese gemeenschap (overzees land)            | Papeete        | Frans: Polynésie française Tahitiaans: Pōrīnetia Farāni |
| Guadeloupe                   | Overzeese regio en overzees departement          | Basse-Terre    | Frans: Guadeloupe                                       |
| Martinique                   | Overzeese regio en overzees departement          | Fort-de-France | Frans: Martinique                                       |
| Mayotte                      | Overzeese regio en overzees departement          | Mamoudzou      | Frans: Mayotte Comorees: Maore                          |
| Nieuw-Caledonië              | Gemeenschap sui generis                          | Nouméa         | Frans: Nouvelle-Calédonie                               |
| Réunion                      | Overzeese regio en overzees departement          | Saint-Denis    | Frans: Réunion                                          |
| Saint-Barthélemy             | Overzeese gemeenschap                            | Gustavia       | Frans: Saint-Barthélemy                                 |
| Saint-Pierre en Miquelon     | Overzeese gemeenschap (territoriale gemeenschap) | Saint-Pierre   | Frans: Saint-Pierre et Miquelon                         |
| Saint-Martin                 | Overzeese gemeenschap                            | Marigot        | Frans: Saint-Martin                                     |
| Wallis en Futuna             | Overzeese gemeenschap (eilandenterritorium)      | Matâ'utu       | Frans: Wallis-et-Futuna Wallisisch: 'Uvea mo Futuna     |

### Nederlandse niet-onafhankelijke gebieden
Het Koninkrijk der Nederlanden bestond uit vier gelijkwaardige landen: Nederland, Aruba, Curaçao en Sint Maarten. Deze laatste drie waren dus officieel geen afhankelijke gebieden van Nederland, maar werden vaak toch als zodanig gezien. De Caribische eilanden Bonaire, Sint Eustatius en Saba maakten als bijzondere gemeente deel uit van het land Nederland. Voor statistische doeleinden werden deze drie BES-eilanden door ISO 3166-1 als één gebied gegroepeerd.
| Korte landsnaam (Nederlands) | Status              | Hoofdstad   | Korte landsnaam (oorspronkelijke taal/talen)     |
| ---------------------------- | ------------------- | ----------- | ------------------------------------------------ |
| Aruba                        | Land                | Oranjestad  | Nederlands en Papiaments: Aruba                  |
| Bonaire                      | Bijzondere gemeente | Kralendijk  | Nederlands: Bonaire Papiaments: Boneiru          |
| Curaçao                      | Land                | Willemstad  | Engels en Nederlands: Curaçao Papiaments: Kòrsou |
| Saba                         | Bijzondere gemeente | The Bottom  | Engels en Nederlands: Saba                       |
| Sint Eustatius               | Bijzondere gemeente | Oranjestad  | Engels en Nederlands: Sint Eustatius             |
| Sint Maarten                 | Land                | Philipsburg | Engels en Nederlands: Sint Maarten               |

### Nieuw-Zeelandse niet-onafhankelijke gebieden
De Cookeilanden en Niue waren zelfbesturende gebieden in vrije associatie met Nieuw-Zeeland en werden soms als onafhankelijke landen gezien. Tokelau en Ross Dependency waren beide afhankelijke gebieden van Nieuw-Zeeland, maar de (Antarctische) claim Ross Dependency werd internationaal niet erkend.
| Korte landsnaam (Nederlands) | Status             | Hoofdstad | Korte landsnaam (oorspronkelijke taal/talen)       |
| ---------------------------- | ------------------ | --------- | -------------------------------------------------- |
| Cookeilanden                 | Vrije associatie   | Avarua    | Engels: Cook Islands Cookeilandmaori: Kūki 'Āirani |
| Niue                         | Vrije associatie   | Alofi     | Engels: Niue Niuees: Niuē Fekai                    |
| Tokelau                      | Afhankelijk gebied | (Geen)    | Engels en Tokelaus: Tokelau                        |

### Noorse niet-onafhankelijke gebieden
Spitsbergen maakte eigenlijk integraal deel uit van Noorwegen, maar had volgens het Spitsbergenverdrag een internationaal erkende speciale status met grote autonomie. Ook Jan Mayen maakte integraal deel uit van Noorwegen als onderdeel van de provincie Nordland, maar werd vaak toch gezien als afhankelijk gebied. Voor statistische doeleinden werd Jan Mayen in ISO 3166-1 samengevoegd met Spitsbergen als Spitsbergen en Jan Mayen. Bouveteiland, Peter I-eiland en Koningin Maudland waren wel afhankelijke gebieden van Noorwegen, maar de (Antarctische) claims op de laatste twee werden internationaal niet erkend.
| Korte landsnaam (Nederlands) | Status                              | Hoofdstad    | Korte landsnaam (oorspronkelijke taal/talen) |
| ---------------------------- | ----------------------------------- | ------------ | -------------------------------------------- |
| Bouvet                       | Afhankelijk gebied                  | (Onbewoond)  | Noors: Bouvetøya                             |
| Jan Mayen                    | Onderdeel van de provincie Nordland | Olonkinbyen  | Noors: Jan Mayen                             |
| Spitsbergen                  | Gebied met speciale status          | Longyearbyen | Noors: Svalbard                              |